# Slavonska nogometna zona 1961./62.
Slavonska nogometna zona je bila jedna od 4 zone Hrvatske lige, koja je zajedno s ligama iz ostalih republika predstavljala 3. rang u nogometnom prvenstvu SFRJ. Pobjednik Slavonske nogometne zone je igrao kvalifikacije za ulazak u 2. saveznu ligu – Zapad, dok su iz lige klubovi bili relegirani u prvenstva općinskih nogometnih podsaveza (Osječki nogometni podsavez, Brodski nogometni podsavez i Vinkovački nogometni podsavez).

## Tablica
Konačna tablica:
| Mj. | Klub                          | Sus. | Pobj. | Ner. | Por. | Gr.   | Bod. |
| --- | ----------------------------- | ---- | ----- | ---- | ---- | ----- | ---- |
| 1.  | BSK Slavonski Brod            | 22   | 13    | 4    | 5    | 48:22 | 30   |
| 2.  | NK Šparta Beli Manastir       | 22   | 13    | 2    | 7    | 37:30 | 28   |
| 3.  | NK Dinamo Vinkovci            | 22   | 11    | 4    | 7    | 40:31 | 26   |
| 4.  | RNK Sloga Vukovar             | 22   | 10    | 5    | 7    | 55:25 | 25   |
| 5.  | NK Belišće                    | 22   | 12    | 1    | 9    | 57:35 | 25   |
| 6.  | NK Metalac Osijek             | 22   | 10    | 4    | 8    | 46:39 | 24   |
| 7.  | NK Lokomotiva Vinkovci        | 22   | 8     | 5    | 9    | 40:40 | 21   |
| 8.  | FK Nafta Bosanski Brod        | 22   | 7     | 7    | 8    | 36:42 | 21   |
| 9.  | SD Jedinstvo Slavonska Požega | 22   | 6     | 8    | 8    | 33:46 | 20   |
| 10. | ŠK Jovalija Valpovo           | 22   | 8     | 3    | 11   | 44:62 | 19   |
| 11. | NK Željezničar Slavonski Brod | 22   | 7     | 3    | 12   | 26:43 | 17   |
| 12. | NK Radnički Slavonska Požega  | 22   | 4     | 0    | 18   | 36:82 | 8    |

## Kvalifikacije za ostanak u zoni
Zbog proširenja Slavonske nogometne zone s 12 na 14 klubova, dva posljednjeplasirana kluba (koji su bili predodređeni za ispadanje) su igrali dodatne kvalifikacije za ostanak u ligi. U prvoj grupi kvalifikacija su bili NK Radnički Slavonska Požega i NK Sloga Nova Gradiška, dok su u drugoj grupi bili NK Željezničar Slavonski Brod, NK Slavija Pleternica i NK Sloga Đurđenovac. Nakon ovih dodatnih kvalifikacija pobjednici grupa su bili NK Radnički Slavonska Požega i NK Sloga Đurđenovac.